# Tratwa lipidowa
Tratwa lipidowa, raft lipidowy – mała (od 10 do 200 nm), heterogenna, wysoce dynamiczna, wzbogacona w sterole i inne lipidy (głównie sfingolipidy) domena w błonie komórkowej. Tratwy lipidowe mogą być czasami stabilizowane w większe struktury poprzez interakcje lipid–białko oraz białko–białko.
Od 1972 roku, kiedy S. Jonathan Singer i Garth Nicolson zaproponowali model płynnej mozaiki lipidowo-białkowej, który podaje zasadniczy schemat organizacji błon biologicznych, uważano, że fosfolipidy i białka błonowe są w dwuwarstwie rozmieszczone równomiernie.
W roku 1988 Kai Simons razem z Gerritem van Meerem postulowali nową hipotezę, zakładającą obecność mikrodomen w błonie biologicznej (pewien typ takich mikrodomen – „caveoli” – był obserwowany już w 1953 i 1955). Mikrodomeny te miały odbiegać składem, a zatem i szczegółową strukturą od pozostałej części błony, charakteryzując się podwyższoną zawartością cholesterolu, glikolipidów i sfingolipidów. Struktury te, tworzące w błonie rodzaj „łatek” nazwano tratwami lipidowymi. Ta koncepcja, rozwijana przez lata, została bardziej kompleksowo zaprezentowana w 1997 roku w czasopiśmie Nature przez Simonsa i Ikonen. Według najnowszych koncepcji tratwy mogą obejmować około 30-40% powierzchni błony komórkowej komórek niespolaryzowanych jako wydzielone, niepołączone z sobą obszary, ale dla niektórych fragmentów błony (na przykład część apikalna komórek nabłonka, w której jest wyjątkowo dużo cholesterolu i sfingolipidów), tratwy mogą utworzyć duży, ciągły obszar, w którym będą występować małe „łaty” „zwykłej błony”.

## Właściwości tratw lipidowych
Koncepcja tratw lipidowych jako wyraźnie wydzielonych domen błony wywodzi się z zaobserwowanej niemieszalności płynnej fazy uporządkowanej (faza LO) i nieuporządkowanej (LD lub Lα) lipidów błonowych. Tratwy lipidowe, bogate w cholesterol i pewne określone lipidy, charakteryzują się w danej temperaturze płynnością inną (zmiana temperatury głównego przejścia fazowego) niż reszta błony, wynikającą z innego upakowania lipidów i różnic w nasyceniu oraz długości ich ogonów hydrofobowych. Zasada minimalizacji energii układu, powoduje właśnie powstanie domen, które nie mieszają się z resztą obszaru błony.
Inną różnicą pomiędzy tratwami a resztą błony, jest ich oporność na niejonowe detergenty, takie jak na przykład Triton X-100, która bierze się właśnie z innej płynności tych obszarów. Gdy takie detergenty są dodawane do komórek, błona komórkowa, jako bardziej płynna, zostanie rozpuszczona przez detergent, a tratwy, jako obszary o zmniejszonej płynności, pozostaną całe i w tej postaci mogą być wyizolowane. Z tego powodu tratwy lipidowe nazywa się często, czy też klasyfikuje, jako błony oporne detergentowo (detergent-resistant membranes, DRM) – jednak zasadność tej metody izolowania i dowodzenia obecności tratw bywa często kwestionowana.

Schemat organizacji tratwy lipidowej w błonie – koncepcja grubości dwuwarstwy
A. Przestrzeń wewnątrzkomórkowa, cytozol
B. Przestrzeń międzykomórkowa
1. Błona nietratwowa
2. Tratwa lipidowa
3. Białko przezbłonowe związane z tratwami
4. Nietratwowe białko błonowe
5. Modyfikacje glikozylacyjne (na glikoproteinach i glikolipidach)
6. Białko kotwiczone przez motyw GPI
7. Cholesterol
8. Glikolipid
Niektóre białka błonowe asocjują z tratwami, ponieważ mają one dłuższy motyw przezbłonowy, który pozwala im się stabilnie zakotwiczyć w rejonie tratwy, który jest zwykle grubszy niż otaczająca go błona (lipidy go budujące mają dłuższe reszty kwasów tłuszczowych, które ponadto są bardziej uporządkowane). Białka błonowe o krótszym motywie przezbłonowym nie mogą stabilnie kotwiczyć się w środowisku tratw lipidowych. Innym mechanizmem sortowania białek błonowych do tratw może być ich specyficzny wzór glikozylacji, który (być może z innym dotąd niepoznanym czynnikiem sortującym) zwiększa powinowactwo takich białek do tratw (lub lipidów je tworzących: glikolipidów?). Jakkolwiek jest, glikozylowane bywają także białka nietratwowe.

## Wizualizacja tratw
Z powodu swojej wielkości, pozostającej poza zasięgiem rozdzielczości klasycznego mikroskopu świetlnego, tratwy lipidowe są trudne do obserwowania bezpośrednio. Do tego celu powszechnie używa się mikroskopii fluorescencyjnej. By uwidocznić obecność tratw za pomocą tego narzędzia, używa się fluoroforów związanych z białkami wiążącymi się selektywnie z tratwami (lipidami dla nich charakterystycznymi), na przykład podjednostkami β toksyny cholery. Często się używa lipofilowych barwników błony, które wbudowują się lepiej w mniej płynne środowisko tratw lub w tym środowisku zmieniają właściwości fluorescencyjne – takim barwnikiem jest na przykład laurdan. Tratwy mogą być także uwidaczniane przez fluorescencyjnie znakowane białka (fuzja z GFP, RFP) eksprymowane w badanej komórce, które naturalnie wbudowują się w tratwy. W połączeniu z niezwykle czułymi matrycami CCD, mikroskopią całkowitego wewnętrznego odbicia lub zaawansowaną mikroskopią konfokalną można w ten sposób śledzić losy pojedynczych cząstek fluorofora, by w ten sposób badać płynność tratw, dyfuzję w tratwach i inne powiązane zagadnienia. Inne metody używane do badania tratw to układy oparte na fluorescencji, na przykład FRET, FCS/FCCS. Używa się także AFM, NMR i innych technik, jednak mikroskopia fluorescencyjna pozostaje podstawową.